# Tacna (distrito)
Tacna é um distrito do Peru, departamento de Tacna, localizada na província de Tacna.

## Transporte
O distrito de Tacna é servido pela seguinte rodovia:
- PE-40, que liga o distrito à fronteira tripartita  com Bolívia e Chile - Marco Fronteiriço Tripartito, entre o distrito de Palca, General Lagos e Charaña  (Rota A-93 no Chile e a Rota 19 na Bolívia).
- PE-38, que liga o distrito de Santa Rosa (Região de Puno) à cidade
- PE-1S, que liga o distrito de Lima (Província de Lima à cidade  e ao Posto La Concordia (Fronteira Chile-Peru) - e a rodovia chilena Ruta CH-5 (Rodovia Pan-Americana)
- PE-1SD, que liga o distrito de Samuel Pastor (Região de Arequipa) à cidade [1][2][3]